# Транспорт в Йемене
Транспорт в Йемене развит слабо даже в сравнении с соседними странами. Это является следствием нищеты населения страны: по оценке ЦРУ, за чертой бедности живёт 54 % йеменцев. В стране отсутствует железнодорожный транспорт, состояние автодорог оставляет желать лучшего, аэропорты требуют модернизации. Наиболее развит порт Адена, являющийся перевалочным пунктом  между морскими путями Индийского океана, Красного и Средиземного морей, Персидского залива.С 2014 года идёт вооруженный конфликт между шиитской группировкой «Ансар Аллах» и правительственными силами, поддержанными соседними государствами, что также ухудшает транспортные возможности Йемена и сопровождается закрытием воздушных и морских портов.

## Автодороги
Дорожная сеть Йемена чрезвычайно мала по сравнению с размерами страны. Общая протяжённость дорог Йемена составляет 71 300 км, но только 6200 км из них имеют асфальтовое покрытие. В сравнительно хорошем состоянии находятся дороги на севере страны, соединяющие Сану, Таиз, и Ходейду. В южной части дороги нуждаются в ремонте, в относительно хорошем состоянии находится магистраль Аден—Таиз.
Движение по автодорогам Йемена сопряжено с риском. Такси и общественный транспорт доступны, но водители пренебрегают правилами дорожного движения. Несмотря на наличие светофоров и дорожных полицейских, посольство США советует водителям соблюдать предельную осторожность, особенно на перекрестках.
Правила дорожного движения существуют, но не всегда исполняются. Водители иногда едут по левой стороне дороги, как было принято ранее, хотя сейчас в законодательстве Йемена закреплено правостороннее движение. Использование ремней безопасности или автокресел для детей в обязательном порядке не требуется. Максимальная скорость для легковых автомобилей составляет 100 км/с, но ограничение скорости соблюдаются редко. Кроме того, множество водителей в Йемене несовершеннолетние и не имеют водительских прав. Многие транспортные средства находятся в плохом техническом состоянии, включая отсутствие основных частей, таких как поворотники, фары, и задние фонари. Пешеходы, особенно дети и животные, могут препятствовать движению как в сельских, так и городских районах. В то время как внутригородские дороги, как правило, имеют твёрдое покрытие, в сельской местности для проезда обычно требуются полноприводные автомобили или автомобилей с высоким клиренсом.
Для иностранных граждан в Йемене существуют ограничения на перемещение. Для поездок за город требуется оформление разрешения, кроме того, дороги могут закрываться в случае чрезвычайной ситуации. Дополнительной опасностью являются заминированные во время гражданской войны участки. Наибольшую опасность представляют южные и центральные районы.

## Железные дороги
Железнодорожный транспорт в Йемене отсутствует, несколько ранних проектов не было реализовано. В начале XX века Османская империя предлагала продлить Хиджазскую железную дорогу до Йемена, проект реализован не был. В 2005 правительство Йемена предприняло шаги с целью налаживания железнодорожного сообщение в рамках общей программы модернизации транспортной инфраструктуры. В 2008 году Совет сотрудничества стран Персидского залива объявил, что готов включить Йемен в проект комплексной региональной железнодорожной системы и начал подготовку технико-экономического обоснования. Йемен выразил пожелание проложить железную дорогу из Адена вдоль побережья.

## Водный транспорт
Основными портами Йемена являются Аден, Ходейда, Эль-Мукалла и Моха. Главный порт страны — Аден. Кроме того, в Рас-Исе расположен нефтеналивной терминал и небольшой грузооборот проходит через Ништун.
Порт Адена приспособлен для приёма ролкеров, контейнеровозов и других грузовых судов, а также танкеров. После взрыва в 2002 году супертанкера «Лимбург» порт Адена некоторое время не функционировал. Угроза террористических атак, с учётом появления альтернативных портов в соседних странах, снизила значение и популярность Аденского порта. В 2005 году управление портом было передано Dubai Ports сроком на 30 лет при сохранении за правительством Йемена статуса миноритарного акционера
В распоряжении Йемена на 1999 год имелось 3 корабля водоизмещением более 1000 т: 1 грузовой корабль и 2 нефтяных танкера. Общее водизмещение флота — 12 059 т/18 563 т дедвейта.
Международное морское бюро указывает на опасность пиратских атак в прибрежных водах Аденского заливе. Зафиксированы многочисленные нападения на торговые и прогулочные суда. После размещения в заливе военно-морских сил нескольких стран число случаев пиратства сократилось примерно в два раза по состоянию на 2010 год.
Йемен располагает несколькими маяки, обеспечивающие навигацию в районе. УПравление ими осуществляет Йеменская портовая администрация, подразделение порта Адена.
Значимых внутренних водных путей Йемен не имеет.

## Гражданская авиация
По состоянию на конец 2006 года Йемен насчитывал 57 аэропортов, в том числе 17 — с бетонным покрытием. 5 аэропортов являются международными:
- Международный аэропорт Аден (ИАТА: EAB, ИКАО: OYAB)
- Международный аэропорт Райян (ИАТА: RIY, ИКАО: OYRN)
- Международный аэропорт Сана (ИАТА: SAH, ИКАО: OYSN)
- Международный аэропорт Таиз (ИАТА: TAI, ИКАО: OYTZ)
- Международный аэропорт Ходейда (ИАТА: HOD, ИКАО: OYHD)

В 2001 году была завершена реконструкция Международного аэропорта Аден, который получил возможность принимать тяжёлые дальнемагистральные самолеты. В результате бомбардировок в 2015 году прекратил работу аэропорт Саны.
Национальным авиаперевозчиком является компания Yemenia. По состоянию на 2015 год деятельность компании приостановлена. 

## Трубопроводный транспорт
По данным правительства США, по состоянию на 2010 год Йемен располагает 423 км газовых и 1367 км нефтяных трубопроводов.